# Senegalkompanie
Die Senegalkompanie (französisch Compagnie du Sénégal) war eine französische Handelskompanie. Sie wurde 1673 im Auftrag von Ludwig XIV. gegründet und diente insbesondere dem Sklavenhandel. Einer ihrer ersten Direktoren war der Admiral Jean Baptiste du Casse.

## Entstehung
Die Senegalkompanie ersetzte die 1674 aufgelöste Französische Westindienkompanie, da diese zu stark auf den Tabakanbau fixiert war und dies von den Plantagenbesitzern als Hemmnis für den Zuckeranbau in Guadeloupe und Martinique empfunden wurde – einem Wirtschaftszweig der sehr stark auf den Verbrauch junger Sklaven, die mit der Peitsche zur Arbeit gezwungen wurden, angewiesen war.
Zu dieser Zeit befand sich Frankreich im Holländischen Krieg. Das Ziel war unter anderem, das Monopol im atlantischen Dreieckshandel, das bislang bei den Niederlanden lag, zu erlangen. Jean-Baptiste Colbert, der Gründer der ehemaligen Westindienkompanie, war gegen diesen Krieg. Colbert hatte den niederländischen Schmuggelhandel in die französischen Kolonien in Afrika und auf den Antillen toleriert und dafür die legal eingeführten Waren höher verzollt.
Die Gründung der Senegalkompanie fällt in die Zeit, in der auch die Zuckerrohrplantagen auf Jamaika entstanden und der Freibeuter Henry Morgan 1672 von den Engländern inhaftiert, 1674 begnadigt, in den Adelsstand erhoben und zum Vizegouverneur von Jamaika ernannt wurde. Morgan verteidigte Jamaika fortan erfolgreich gegen Piraten.
Ludwig XIV. erhoffte sich ähnliches für Martinique und Saint-Domingue, weswegen er den Marquis von Maintenon, Charles François d’Angennes, der ebenfalls ehemaliger Pirat war, zum Gouverneur von Marie-Galante machte. Nach einigen Jahren wurde Angennes der reichste Zuckerplantagenbesitzer von Martinique.
Die 1664 von Jean-Baptiste Colbert gegründete Französische Westindienkompanie hatte, nachdem sie die Aktivitäten der aufgelösten Compagnie du Cap-Vert et du Sénégal aufnahm, das Handelsmonopol für die französischen Kolonien in Afrika. Die Westindienkompanie wurde 1674 aufgrund der Gründung der Senegalkompanie aufgelöst, an die der König das Territorium Senegals verkaufte.
Im Gegensatz zur Westindienkompanie besaß die Senegalkompanie kein Monopol auf den Sklavenimport. Auch Händler aus Nantes, Saint-Malo und Bordeaux handelten mit Sklaven, da die Kolonien auf den Antillen den Zuckeranbau ausweiten wollten und der Sklavenverbrauch enorm war. Zwischen 1674 und 1682 vervierfachte sich die schwarze „Bevölkerung“ auf Martinique von 2.400 auf 10.600.
Der Preis für Sklaven stieg an der Küste Afrikas an. Die Senegalkompanie hatte mit großer Konkurrenz zu kämpfen. Sie wurde 1681 aufgelöst und hinterließ mehr als eine Million Livre Schulden. Eine neue Kompanie ersetzte sie und bestand bis im Jahre 1694.
1685 lehnten sich die Angestellten der Kompanie gegen den Direktor und den Expedienten auf. Im selben Jahr wurde der Code Noir erlassen, der die Bedingungen der Sklaven in den französischen Kolonien regelte.

## Expansion der Sklavenhaltung
Da die neue Kompanie im Gegensatz zur Westindienkompanie kein Handelsmonopol besaß, konnten die Händler der großen französischen Hafenanlagen auf eigene Rechnung mit den Niederlanden im Bereich der Versorgung Amerikas mit Sklaven konkurrieren. Die britische Schwestergesellschaft, die Royal African Company, die 1672 gegründet wurde, war in Bezug auf Zuckeranbau und Sklavenhandel in Jamaika der französischen Senegalkompanie voraus. Einer der ersten Großkunden der Senegal-Kompanie war der reichste Pflanzer von Martinique, Charles François d’Angennes, ehemaliger Marquis von Maintenon und Gouverneur von Marie-Galante. Ludwig XIV. hatte ihm das Monopol für den Handel mit Spanisch-Venezuela übertragen.
Die Senegalkompanie befand sich schon bald in einem finanziellen Desaster: Aufgrund des hohen Bedarfs an Sklaven in den englischen und französischen Kolonien explodierten die Preise für Sklaven an der Küste Afrikas. Zugleich sanken die Transportkosten zugunsten der Besitzer der Zuckerplantagen in Martinique. Zum Zeitpunkt der Gründung der Senegalkompanie gab es dort nicht mehr als 2400 Sklaven, wohingegen es zum Zeitpunkt der Gründung der Westindienkompanie rund 2700 Sklaven waren. Sechs Jahre nach der Gründung der Senegalkompanie hatte sich die Anzahl der Sklaven auf Martinique verdoppelt und betrug im Jahre 1680 4900. Ihre Zahl versechsfachte sich in den darauffolgenden 25 Jahren und erreichte 15.000 bis 17.000.
Dasselbe Phänomen ließ sich auch auf Guadeloupe beobachten. In der Zeit von 1664 bis 1671 dezimierte sich die Anzahl Sklaven von 6323 auf 4627. Bis 1700 erhöhte sich ihre Anzahl wiederum auf 6076. Dieser Anstieg der Anzahl Sklaven war weniger ausgeprägt als auf Martinique, da dieses mit jüngeren und gesünderen Sklaven versorgt wurde. Dies lag auch daran, dass Ludwig XIV. Teile des Adels dazu gebracht hatte, nach Martinique überzusiedeln und diese dort eine bevorzugte Behandlung genossen.

## Erste Versuche der Kolonialisierung von Saint-Louis

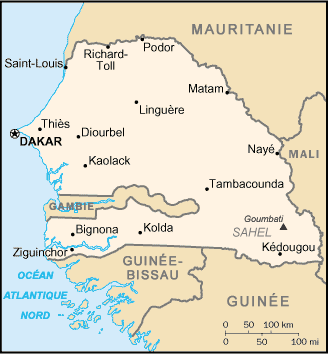
Karte von Sénégal

1626 gründete Richelieu die Compagnie Normande, eine Vereinigung der Händler von Dieppe und Rouen, die mit der Bewirtschaftung Senegals und Gambiens betraut waren. 1628 wurde in Senegal ein erstes Kontor installiert. 1638 wurde auf der Insel Bocos in der Nähe der Mündung des Senegals von Thomas Lambert eine erste Siedlung gegründet.
Indes scheiterte dieser erste Versuch im Jahre 1658 aufgrund der Auflösung der Compagnie Normande und die Aktivitäten der Kompanie wurden von der Compagnie du Cap-Vert et du Sénégal übernommen, die daraufhin von Colbert im Zuge der Gründung der Compagnie des Indes 1664 enteignet und in die Compagnie des Indes eingegliedert.
1659 wurde die Siedlung von Bocos auf die Insel N'Dar verlegt, die Eigentum des Brak von Waalo war. Das Fort von Saint-Louis wurde daraufhin von Louis Caullier errichtet. Zu dieser Zeit begann der Sklavenhandel entlang der Ostküste Afrikas zu blühen.
1677 eroberten die Franzosen Gorée und Rufisque.

## Der Vorgänger: Die Französische Westindienkompanie
Die Senegalkompanie löste die französische Westindienkompanie ab, die entsprechend Colberts Vorstellungen über die Bewirtschaftung der französischen Kolonien in Afrika und Amerika von 1664 bis 1674 eine privilegierte Kompanie mit Handelsmonopol war.
Die Französische Westindienkompanie nannte sich ursprünglich "concession royale du Sénégal" und ihr Hauptzweck war der Tausch von Stoffen, Glasschmuck und Eisen aus Frankreich gegen Elfenbein, Goldstaub, Palmöl und Gummi aus Senegal.
Mit der Zeit wurden auch Sklaven zu einer Tauschware, obwohl der atlantische Dreieckshandel ursprünglich nicht der Zweck der Französischen Westindienkompanie war.

## Die britische Schwestergesellschaft: die Royal African Company
Das Haus Stuart gründete 1672 die Royal African Company, die vom Cousin von Ludwig XIV., dem künftigen König Jakob II. geleitet wurde. Das Aufkommen dieser zwei Handelsgesellschaften bewirkte eine Senkung des Preises für Sklaven, allerdings auch eine Senkung der Margen. Sowohl Ludwig XIV. als auch die Stuarts wollten die Bukaniere aus dem Tabakanbau verdrängen, um größere und gewinnbringendere Plantagen anzulegen.
Nach einem schwierigen Start gelang es den zwei neuen Gesellschaften, die Niederlande aus Westafrika zu verdrängen, der vorgeworfen wurde, Waffen an Indien und die Bukaniere zu verkaufen und den Zuckeranbau nicht genug zu unterstützen. Die Niederlande reagierten darauf damit, dass sie etwas südlicher am Kap die erste Kolonialstadt in Afrika gründeten.
Auf den Versuch Jakobs II., nach seinem Sturz von seinem Exil in Frankreich aus, mithilfe der Irlandais de Nantes, England zurückzuerobern, reagierten die Briten mit einem verschärften Kurs gegen Frankreich und besetzten Saint-Louis im Jahre 1693. 1701 erwirkte Frankreich ein Asiento de Negros, fortan hatte Frankreich das Monopol auf den Sklavenimport und dominierte Westafrika.

## Die 1680er Unruhen auf den Antillen
1689 erreichte Cap-Français, eine Siedlung an der Nordküste von Saint-Domingue, das Gerücht, dass die Senegalkompanie, die bereits damals damit beauftragt war, die Antillen mit Sklaven zu versorgen, Jean Oudiette gefolgt sei, der sich hauptsächlich im Bereich des nicht sehr florierenden Tabakhandels betätigte und einen Vertrag mit Ludwig XIV. unterzeichnet hatte, der Oudiette Profit aus dem Sklavenhandel auf den Antillen ermöglichte und dafür die Absicht von Ludwig XIV. unterstützte, den Zuckeranbau auf den Antillen zu etablieren. Der amtierende Gouverneur Jacques Neveu de Pouancey musste die Ordnung wiederherstellen.
Im Mai 1681 äußerten sich die Bewohner der Antillen in einer Petition, die an Colbert adressiert war, beunruhigt darüber, dass die ärmsten Bewohner der Antillen sich gezwungen sahen, sich aufgrund des Vertrags mit Oudiette den Flibustier anzuschließen.

## Die königliche Senegalkompanie
- 1694: Gründung der königlichen Senegalkompanie, wobei der Geschäftsführer, André Brue, vom Damel von Cayor gefangen genommen wurde und 1701 gegen Lösegeld freigelassen wurde.
- 1709: Gründung der Dritten Senegalkompanie (1709–1718)

## Das Ende der Senegalkompanie

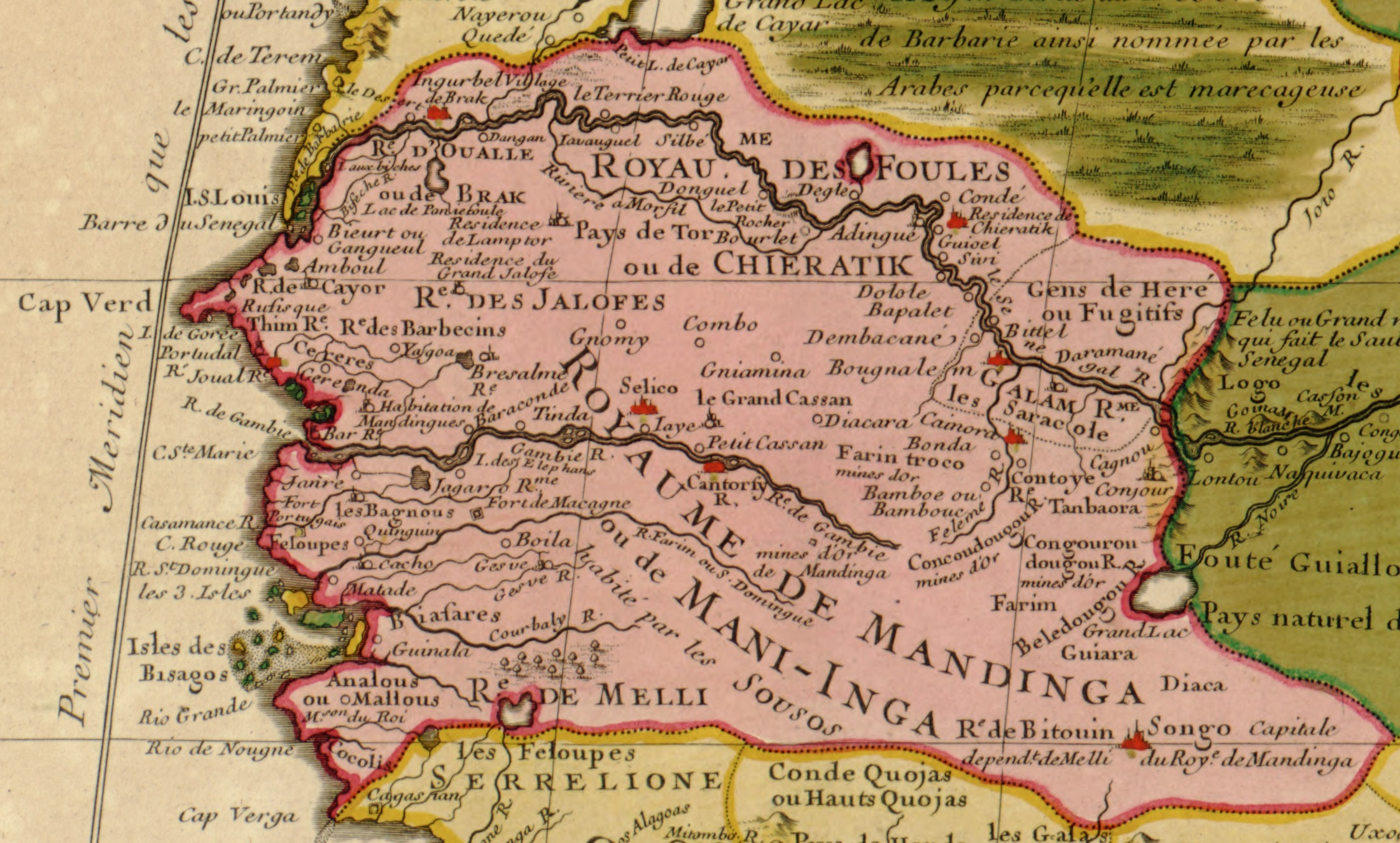
Eine Karte von Guillaume Delisle (1770)

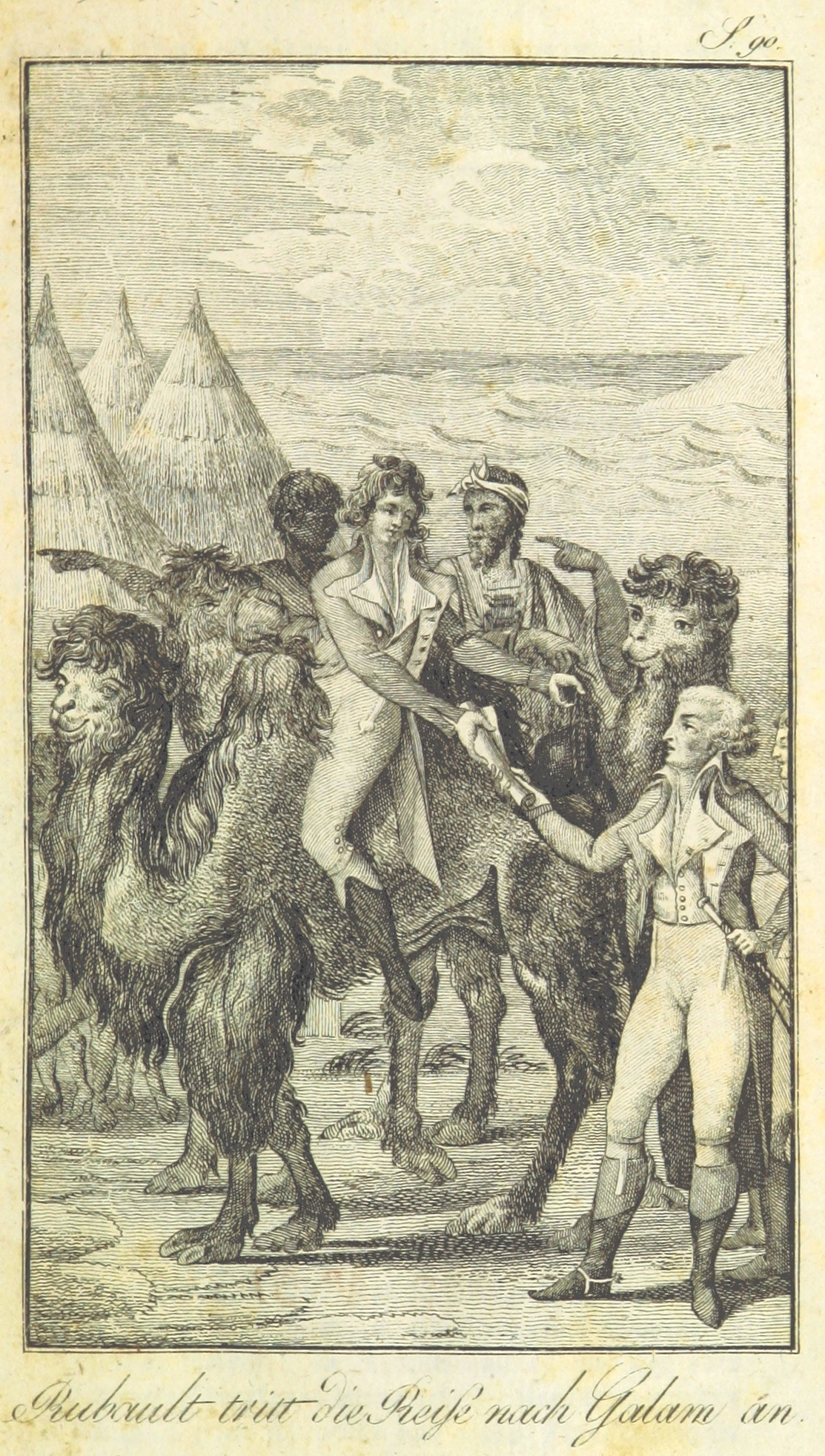
Benoît de Rambaud's Reise nach Galam (1787)

- 1756: Beginn des Siebenjährigen Krieges in dem sich Frankreich und Großbritannien gegenüberstanden.
- 1758: Saint-Louis kapitulierte vor einem britischen Geschwader. Diese zweite Besatzung von Saint-Louis dauerte 21 Jahre (1758–1779). Die Insel wurde während der Besatzungszeit von einer privaten Gesellschaft sowie direkt von der britischen Krone verwaltet.
- 1763: Ludwig XV. unterzeichnet den Pariser Frieden, was den Siebenjährigen Krieg in Übersee beendet. Frankreich muss große Teile seiner Kolonien an Großbritannien abtreten.
- 1764: Charles Thevenot wird der erste Bürgermeister von Saint-Louis.
- 1778: Die schwarze Bevölkerung von Saint-Louis lehnt sich gegen die britische Garnison auf.
- 1779: Saint-Louis wird vom Herzog von Lauzun an Frankreich zurückgewonnen. Die Insel wird fortan von Beamten, die direkt vom König Frankreichs ernannt wurden, geleitet. Dumontet ist der erste Gouverneur der Kolonie.
- 1783: Im Frieden von Paris bekommt Frankreich Senegal offiziell zurück. Die Senegalkompanie erhält das Handelsmonopol für Gummi arabicum.
- 1785: Stanislas de Boufflers wird zum Gouverneur ernannt.
- 1789: François Blanchot de Verly wird zum Gouverneur Senegals ernannt. April: Einrichtung der Cahiers de Doléances für die Einwohner Senegals in den Generalständen. Der Major der Truppen Senegals, Benoît de Rambaud wird getötet. Die Franzosen werden vom Fort Saint-Joseph in Galam und dem Königreich Galam vertrieben.
- 1791: Formelle Abschaffung der Sklaverei im Zuge der französischen Revolution.
- 1802: Wiedereinführung der Sklaverei durch Napoleon.
- 13. Juli 1809: Saint Louis kapituliert vor Großbritannien. Beginn der dritten britischen Besatzung, die bis 1816 dauerte.
- 1816: Die Fregatte Méduse, die den zukünftigen Gouverneur Julien-Desiré Schmaltz nach Senegal bringen sollte, erleidet vor der westafrikanischen Küste Schiffbruch.
- 1817: Zurückeroberung von Saint-Louis.
- 1820: Errichtung der ersten Handelsniederlassungen aus Bordeaux.
- 1821: Der Baron Jacques-François Roger wird zum Gouverneur von Senegal ernannt.
- 1848: Abschaffung der Sklaverei in der Zweiten Französischen Republik auf Anregung von Victor Schœlcher.

## Die Direktoren
- Direktoren der Senegalkompanie

- 4. Juni 1697 – 1. Mai 1702: André Brué (1654–1738)
- 1702–1706 : Joseph Lemaitre
- 1706–1709 : Michel Jajolet de La Courbé

- Direktoren der "Compagnie de Rouen"

- 1710-15. August 1711: Guillaume Joseph Mustellier (gestorben 1711)
- 1712-2. Mai 1713: Pierre de Richebourg
- April 1714–1719: André Brué

- Direktoren der Indienkompanie

- 1718-Mai 1720: André Brué
- Mai 1720-April 1723: Nicolas Desprès de Saint-Robert
- 1723–1725 : Julien du Bellay
- 1725 : Nicolas Desprès de Saint-Robert
- 1725–1726 : Arnaud Plumet
- 1726–1733 : Jean Levens de la Rouquette
- 1733-7. März 1733 Lejuge (gestorben 1733)
- 1733–1738 : Sebastian Devaulx
- 1738–1746 : Pierre Félix Barthélemy David (1711–1795)
- 1746–1758 : Jean-Baptiste Estoupan de la Brüe

### Weitere Artikel
- Podor